# Demon (musicus)
Jérémie Mondon  (Parijs, 14 mei 1977) is een Frans houseproducer en dj. Zijn bekendste alter ego dat hij gebruikt is Demon. Hij is vooral bekend van de kleine hit You Are My High en zijn samenwerking met Alex Gopher als Wuz. 

## Biografie
Mondon komt in de late jaren negentig bovendrijven wanneer de Franse house een populariteitsgolf heeft na het doorbreken van Daft Punk, Cassius en Étienne de Crécy. Hij maakt zijn debuut met de ep A-Typique (1997). In 1999 brengt hij het album Midnight Funk, waarop ook een kleine bijdrage van Étienne de Crécy staat. Dat album doet aanvankelijk niet veel stof opwaaien. Daar komt verandering in wanneer er begin 2001 bij de single You Are My High een videoclip wordt gemaakt met twee uitgebreid tongzoenende mensen. Het nummer is gemaakt met producer Nicolas Lemercier, die zich voor die gelegenheid Heartbreaker noemt en draait om een sample van een gelijknamig nummer van The Gap Band. Door de aandacht die de clip in ze muziekzenders op televisie krijgt wordt het een bescheiden hit. Als remixer mag hij aan de slag voor Bran Van 3000, Daft Punk en Jori Hulkkonen. Aan het einde van 2001 laat hij weer van zich horen als onderdeel van het project Wuz, dat hij produceert met Alex Gopher. Het is voorgekomen uit een opdracht om een soundtrack te maken voor de expositie Black tie van fotograaf Hedi Slimane. Ook hier ligt de nadruk weer op jazzy housemuziek. De plaat Use me is daarbij de leidende single. In 2004 keert hij terug met Music That You Wanna Hear, waarop meer met vocalisten wordt gewerkt. Maar zijn stijl sluit dan niet meer aan op de heersende trends en het album is geen succes. Daarna produceert hij nog sporadisch singles en blijft hij actief als dj. Hij produceert vooral achter de schermen voor enkele Franse rappers waaronder La Rumeur, 113 en Booba. Ook maakt hij muziek voor de Franse tv-serie De l'encre.

## Discografie
- Midnight Funk (1999)
- Alex Gopher & Demon - Wuz (2001)
- Music That You Wanna Hear (2004)

| Single met eventuele hitnotering(en) in de Nederlandse Top 40 | Datum van verschijnen | Datum van binnenkomst | Hoogste positie | Aantal weken | Opmerkingen           |
| ------------------------------------------------------------- | --------------------- | --------------------- | --------------- | ------------ | --------------------- |
| You Are My High                                               |                       | 03-02-2001            | tip8            | -            | Demon vs Heartbreaker |

| Single met hitnotering(en) in de Vlaamse Ultratop 50 | Datum van verschijnen | Datum van binnenkomst | Hoogste positie | Aantal weken | Opmerkingen           |
| ---------------------------------------------------- | --------------------- | --------------------- | --------------- | ------------ | --------------------- |
| You Are My High                                      | 2005                  | 27-01-2001            | 32              | 6            | Demon vs Heartbreaker |